# تریپتورلین
تریپتورلین (انگلیسی: Triptorelin) یک داروی تجویزی و آگونیست هورمون آزادکننده گنادوتروپین‌ها است که موجب کاهش شدید یا توقف ترشح هورمون لوتئینی و هورمون محرکه فولیکولی می‌گردد.
این دارو یک دکاپپتید (pGlu-His-Trp-Ser-Tyr-D-Trp-Leu-Arg-Pro-Gly-NH2) و آگونیست هورمون آزادکننده گنادوتروپین است که به‌صورت نمک‌های استات یا پاموئات عرضه می‌شود.
مهم‌ترین موارد مصرف، درمانِ آندومتریوز، کاهش اندازهٔ فیبروم رحم، درمانِ سرطان پروستات و درمان بیش‌فعالی جنسی به‌همراه با انحراف شدید جنسی است. یک استفادهٔ خارج‌ازدستور این دارو، به تأخیر انداختنِ بلوغ در بیمارانی است که دچار «ملال جنسیتی» (Gender Dysphoria) یا نارضایتی از جنبه‌های بدنی یا اجتماعی جنسیت خود هستند.
حق ساخت و تولید انحصاری این دارو در سال ۱۹۷۵ ثبت شد و در سال ۱۹۸۶ برای استفاده‌های پزشکی مورد تأیید قرار گرفت. این دارو در فهرست داروهای ضروری سازمان جهانی بهداشت قرار دارد.

## مصارف پزشکی
تریپتورلین برای درمان سرطان پروستات و به عنوان بخشی از استراتژی محرومیت از آندروژن به‌کار می‌رود.
یکی دیگر از موارد استفاده رایج در انگلستان، جایگزینی هورمونی برای کاهش شدید سطح تستوسترون یا استروژن در افراد تراجنسیتی است (در رابطه با والرات استرادیول در زنان ترنس یا تستوسترون در مردان ترنس). اسپیرونولاکتون و سیپروترون استات از دیگر داروهایی هستند که در افراد تراجنسیتی برای سرکوب هورمون‌های جنسی به‌کار می‌رود، اما این داروها مکانیسم اثر کاملاً متفاوتی دارند. همچنین می‌توان از تریپتورلین به عنوان مسدودکننده بلوغ استفاده کرد.
از تریپتورلین برای اخته‌سازی شیمیایی جهت کاهش میل جنسی در مجرمان جنسی استفاده شده‌است.

## نحوه عمل
تریپتورلین نوعی آنالوگ گنادورلین است که با نام هورمون آزادکننده گنادوتروپین‌ها هم شناخته می‌شود. این دارو به گیرنده‌های غده هیپوفیز متصل می‌شود و ترشح گنادوتروپین‌ها (یعنی هورمون لوتئینی و هورمون محرکه فولیکولی) را تحریک می‌کند. این موضوع در آغاز باعث تحریک ترشح این دو هورمون می‌شود اما در درازمدت با تنظیمِ کاهشیِ (down-regulation) گیرنده‌های هورمون آزادکننده گنادوتروپین‌ها، موجب کاهش آزادسازی گنادوتروپین‌ها می‌گردد، که به نوبه خود منجر به مهار تولید آندروژن و استروژن می‌شود.

## عوارض جانبی
عوارض کلی و عمومی این دارو شامل موارد زیر است:
- آنافیلاکسی
- درد مفصلی
- ضعف بدنی
- آسم
- حساسیت و درد پستان‌ها
- تغییر اندازهٔ پستان‌ها
- تغییر فشار خون
- افسردگی یا تغییرات خلقی
- کیت‌های تخمدانی
- جوش‌های پوستی
- گُرگرفتگی
- تغییرات وزن

## پژوهش‌ها
احتمال دارد این دارو در درمان اختلال وسواسی-جبری مؤثر باشد و این موضوع در دست بررسی است.